# East Broadway (línea de la Sexta Avenida)
East Broadway es una estación en la línea de la Sexta Avenida del metro de la ciudad de Nueva York. En la estación hay una torre abandonada al norte del extremo norte de la plataforma central. La estación tiene dos mezanines, cuatro escaleras abiertas, tres escaleras cerradas y una escalera eléctrica. La parte de la estación en la Calle Madison, hay una escalera que sale al exterior, mientras que la otra parte en las calles Canal y Rutgers tienen tres. Una pasillo afuera de la caseta de tarifas conecta a las dos áreas de esperas. Una escalera sellada en el centro del pasillo lleva hasta la calle Henry. dentro de la caseta de tarifas, el mezanine se extiende hacia un área en la cual ahora es usada para mantenimiento. Algunas de las escaleras llevan hacia un nivel intermediario, este nivel sería una estación que nunca se construyó para la línea de la Calle Worth. La rampa que desciende desde el lado de tiempo completo de la estación hubiese tenido el mismo nivel, en la cual nunca se construyó. 
Las obras de arte de 1992 localizadas en esta estación se llaman Displacing Details o en español como  Desplazando detalles por Noel Copeland, con ayuda de algunos estudiantes de Henry Street Settlement.

## Conexiones de autobuses
- M22